# أول قضية لتأجير الأرحام
الاسم المستعار المستخدم في قضية للرضيع م.الذي كانت نسبته القانونية محل شك.
فيما يتعلق بـ الطفلة م، قد أصبحت قضية حضانتها أول حكم صادر عن محكمة أمريكية بشأن صحة تأجير الأرحام.
أبرم وليام ستيرن اتفاقية تأجير مع ماري بيت وايتهيد، التي وجدها هو وزوجته إليزابيث ستيرن من خلال إعلان صحفي. وفقًا للاتفاقية، سيتم تلقيح ماري بيث وايتهيد بحيوانات منوية ويليام ستيرن (مما يجعلها تقليدية، على عكس الحمل البديل)، وبعد أن تنتهي فترة الحمل، تتخلى وايتهيد عن حقوقها الأبوية لصالح زوجة وليام إليزابيث. بعد الولادة، قررت وايهيد الاحتفاظ بالطفل... في البداية، تخلت في البداية عن الطفل إلى شتيرنز، ولكن بعد أيام، اختطفت هي وزوجها الرضيع، ثم رفع ويليام وإليزابيث ستيرن دعوى قضائية ليتم الاعتراف بهما كأبوين قانونيين للطفل.
قضت محكمة نيوجيرسي بأن عقد تأجير الأبطال كان غير صالح وفقًا للسياسة العامة، واعترفت ماري بيث وايتهيد بأنها الأم القانونية للطفل، وأمرت محكمة الأسرة بتحديد ما إذا كان ينبغي أن يكون وايتهيد، كأم، أو ستيرن كأب، حضانة قانونية للرضيع باستخدام تحليل «المصالح الفضلى للطفل» التقليدية. تم منح ستيرن الحضانة، مع منح السيدة وايتهيد حقوق الزيارة.
عند الولادة، سميت ماري بيت وايتهيد بالطفلة
م.سارة إليزابيث وايتهيد، تم تغيير اسمها لاحقًا إلى ميليسا إليزابيث ستيرن، بعد أن تم منح وليام ستيرن الحضانة القانونية.

## تفاصيل الخلفية
في مارس 1984، ردت ماري بيث وايتهيد على إعلان وضعه مركز العقم في نيويورك في مطبعة أسبوري بارك بحثًا عن النساء الراغبات في مساعدة الأزواج المصابين بالعقم. وكانت متسربة من المدرسة الثانوية تزوجت من ريتشارد وايتهيد، سائق شاحنة ولديها طفلان. ويوم الثلاثاء، في وقت حملها مع الطفلة م تقريبًا، كانت ريتشارد في حادث، فشل في ملاحظة أن مقطورة تحمل جرافة كاملة الحجم قد انفصلت عن الشاحنة الكبيرة التي كان يقودها، حيث مر عبر أكبر دائرة مرور في جنوب جيرسي.
لم تكن إليزابيث ستيرن عقمًا، لكنها كانت مصابة بالتصلب المتعدد، وكانت هي وزوجها ويليام ستيرن قلقين بشأن الآثار الصحية المحتملة للحمل، بما في ذلك الشلل المؤقت ونقل الجينات التي قد تعرض الطفل الذي يشاركها لخطر الإصابة نفس المرض.
أبرمت ستيرنز ووالسيدة وايتهيد «عقد تأجير» والذي بموجبه سيتم تلقيح وايتهيد بشكل مصطنع مع الحيوانات المنوية لـ ستيرن، والتخلي عن حقوقها الأبوية لصالحهمت، مقابل 10000 دولار، وربما نفقات أيضا.
وفقًا للقرار الأولي، المُبطل، ستُعتبر وايتهيد بديلاً تقليديًا، بدلاً من بديل الحمل، لأنها كانت الأم الجينية للطفل. خشي الستيرن، كلاهما من الأطباء، أن تحمل بيض إليزابيث جينات تجعل أي طفل تحمله عرضة للإصابة بمرض التصلب العصبي المتعدد. بينما كان الإخصاب في المختبر من البيض المحصود، متبوعًا بزراعة الأريمة / الأجنة تقنية متاحة.
```
خافت إليزابيث ستيرن من عوامل الخطر الجينية غير المعروفة تمامًا، وكان الاختيار مرارًا وتكرارًا لأسئلة المحكمة إلى ستيرن ومحاميه.
```

في 27 مارس 1986، أنجبت وايتهيد ابنة، تمكنت في البداية من الحصول على شهادة ميلاد لتسمية الطفلة سارة إليزابيث وايتهيد. وبعد ثلاثة أيام من الولادة، تم تسليم الرضيع إلى ستيرنز، التي أعادت تسميتها ميليسا إليزابيث ستيرن. ومع ذلك، في غضون ثلاثة أيام من نقل الحضانة الجسدية إلى ستيرنز، ذهبت إليهم وايتهيد وطالبت بإعادة الطفلة إليها، بزعم أنها تهدد بالانتحار.
فقام ال وايتهيدس، على الرغم من ادعاء ماري بيث وايتهيد كانت تعاني من عدوى المثانة المنهكة بعد الولادة في ذلك الوقت، باختطاف الرضيع، ومغادرة نيو جيرسي، مع أخذ الرضيع معهم.
تقدم محامي ستيرنز بطلب، وأصدر المدعي العام في البلاد أوامر باعتقالهم.

## المحاكمات
في 31 مارس 1987، صدق قاضي المحكمة العليا في نيوجيرسي هارفي ر. سوركوف رسميًا على عقد تأجير الأرحام ومنح حضانة ميليسا إلى شتيرنز بموجب " المصلحة الفضلى لتحليل الأطفال ". خلال حوالي عام من الزيارات التي أمرت بها محكمة الأسرة سابقًا، والزيارات المسموح بها بموجب القرار النهائي، اتخذت وايتهيد عدة إجراءات إما للمطالبة بالطفل، أو تحريض ستيرنز، بما في ذلك إعادتها وهي ترتدي قميصًا مكتوبًا بخط اليد تقول "لدي أخ وأخت.
ومع ذلك، في 3 فبراير 1988، أبطلت المحكمة العليا في نيوجيرسي، بقيادة رئيس القضاة روبرت ويلينتز، عقود تأجير الأرحام ضد السياسة العامة ولكن في الدكتاتور أكدت استخدام المحكمة لمحاكمة «مصلحة الطفل الفضلى» وأعادت الحكم القضية لمحكمة الأسرة. في الحبس الاحتياطي، منحت المحكمة الأدنى حضانة إلى ستيرنز ومنح وايتهيد حقوق الزيارة.

## الأهمية القانونية
اجتذبت القضية الكثير من الاهتمام لأنها أثبتت أن إمكانات التكاثر لطرف ثالث تثير أسئلة قانونية واجتماعية جديدة حول معنى الأبوة وإمكانية التعاقد حول قضايا الحمل والولادة.
من بين نقاط الخلاف الأخرى، جادل النسويون حول ما إذا كان حق الإنسان الأساسي للمرأة في اتخاذ قرارات بشأن جسدها يعني ضمناً القدرة على إبعاد حقوق الوالدين لطفل مولود لها، أو ما إذا كان الاعتراف بهذا الحق ينطوي على مخاطر كبيرة للاستغلال.
استنتجت محكمة نيوجيرسي أنه لا يوجد عقد يمكن أن يغير الوضع القانوني للمرأة التي تحمل طفلاً حيث يبدو أن والدة ذلك الطفل قد حسمت مسألة وضع عقود تأجير الأرحام في أمريكا، على الأقل حتى التقدم التكنولوجي الذي يسمح بتأجير الأرحام - حيث يمكن للمرأة أن تنجب وتلد طفلاً ليس لها علاقة جينية به - أعادت فتح السؤال في العديد من الولايات القضائية.
على الأقل في ولاية نيو جيرسي، يستمر حكم الطفلة م. كسابقة.
و في عام 2009، قضت المحكمة العليا في نيوجيرسي أن In re Baby M ينطبق على أرحام الحمل وكذلك حالات الأرحام التقليدية، في قضية AGR ضد DRH & SH .
```
كان الوالدان المستهدفين من الزوجين المثليين، اذ قاموا بإنشاء جنين باستخدام بويضة متبرع مجهولة وحي من أحد الأزواج، وقامت أخت الزوج الآخر بحمل الجنين إلى فترة الولادة وسلمت الطفل في الأصل إلى شقيقها وزوجها، ولكن بعد ذلك بعام أكدت حقوقها الأبوية على الرغم من أنها لم تكن ذات صلة وراثياً بالطفل.
```

اعتمد القاضي فرانسيس شولتز على In re Baby M التعرف على الأم الحامل على أنها الأم القانونية للطفل. ومع ذلك، منح حكم لاحق في عام 2011 الحضانة الكاملة للأب البيولوجي.

## أعقاب
بعد بلوغ سن الرشد في مارس 2004، أنهت ميليسا ستيرن حقوق ماري بيت الأبوية وأضفت أمومة إليزابيث بشكل رسمي من خلال إجراءات التبني. عندما انتهى الجدل، طلقت وايتهيد زوجها، وتزوجت من دين جولد، وأنجبت طفلين آخرين، أوستن ومورغان.
وقالت ميليسا لصحيفة نيوجيرسي الشهرية في إشارة إلى ستيرنز عام 2004 «أنا أحب عائلتي كثيرًا وأنا سعيد جدًا لوجودي معهم، أنا سعيد جدًا لأنني انتهيت بهم، أحبهم، إنهم أعز أصدقائي في العالم كله، وهذا كل ما أود قوله عن ذلك».
كتبت الأم البيولوجية، السيدة وايتهيد، كتابًا عن تجربتها في عام 1989.

## في الثقافة الشعبية
قامت شركة ABC بإنشاء مسلسل بعنوان الطفل م أذيع في شهر مايو عام 1988.وهو مسلسل تألق جوبيث ويليامز في دور ماري بيث وايتهيد، جون شيا ويليام، بروس ويتز للزوج ماري بيث ريك، روبن ستراسر كما اليزابيث ودابني كولمان غاري . تلقت المسلسلات سبعة ترشيحات إيمي، بما في ذلك Miniseries المعلقة، والتي لم تفز بها. تلقى كل من ويليامز وشي وويتز وكولمان ترشيحات لأدائهم، لكن شي فقط فازت. كما تم ترشيح ويليامز لجائزة جولدن جلوب لأدائها.
في عام 1989، نشرت ماري بيث وايتهيد كتابها الخاص عن تجاربها، قصة الأم: الحقيقة حول حالة الطفل م .
في عام 1988، صنعت الفنانة مارثا روزلر الفيديو "ولدت ليتم بيعها؛ مارثا روزلر تقرأ الحالة الغريبة للرضيع م
تتم الإشارة إلى ماري بيث وايتهيد في حلقة سينفيلد «إيداع الزجاجة»، عندما يسرق ميكانيكي جيري (الذي يلعبه براد جاريت) سيارة جيري بعد أن يشعر أن جيري لا يهتم بها بشكل صحيح.